# Breckinridge County
Breckinridge County ist ein County im US-Bundesstaat Kentucky. Das U.S. Census Bureau hat bei der Volkszählung 2020 eine Einwohnerzahl von 20.432 ermittelt.
Der Verwaltungssitz (County Seat) ist Hardinsburg, das nach Captain William Hardin benannt wurde, einem der ersten Siedler in diesem Gebiet. Das County gehört zu den Dry Countys, was bedeutet, dass der Verkauf von Alkohol eingeschränkt oder verboten ist.

## Geographie
Das County liegt im mittleren Westen von Kentucky, grenzt im Nordwesten an den Bundesstaat Indiana, getrennt durch den Ohio River und hat eine Fläche von 1517 Quadratkilometern, wovon 34 Quadratkilometer Wasserfläche sind. Es grenzt in Kentucky im Uhrzeigersinn an folgende Countys: Meade County, Hardin County, Grayson County, Ohio County und Hancock County.

## Geschichte
Breckinridge County wurde am 9. Dezember 1799 aus Teilen des Hardin County gebildet. Benannt wurde es nach John Breckinridge, einem US-Senator und Generalstaatsanwalt von Kentucky.
11 Bauwerke und Stätten des Countys sind im National Register of Historic Places eingetragen (Stand 6. September 2017).

## Demografische Daten

Alterspyramide des Breckinridge Countys (Stand: 2000)

Nach der Volkszählung im Jahr 2000 lebten im Breckinridge County 18.648 Menschen. Davon wohnten 273 Personen in Sammelunterkünften, die anderen Einwohner lebten in 7.324 Haushalten und 5.309 Familien. Die Bevölkerungsdichte betrug 13 Einwohner pro Quadratkilometer. Ethnisch betrachtet setzte sich die Bevölkerung zusammen aus 95,84 Prozent Weißen, 2,86 Prozent Afroamerikanern, 0,23 Prozent amerikanischen Ureinwohnern, 0,08 Prozent Asiaten, 0,02 Prozent Bewohnern aus dem pazifischen Inselraum und 0,09 Prozent aus anderen ethnischen Gruppen; 0,90 Prozent stammten von zwei oder mehr Ethnien ab. 0,72 Prozent der Bevölkerung waren spanischer oder lateinamerikanischer Abstammung.
Von den 7.324 Haushalten hatten 31,0 Prozent Kinder und Jugendliche unter 18 Jahre, die bei ihnen lebten. 59,6 Prozent waren verheiratete, zusammenlebende Paare, 8,9 Prozent waren allein erziehende Mütter, 27,5 Prozent waren keine Familien, 24,6 Prozent waren Singlehaushalte und in 11,6 Prozent lebten Menschen im Alter von 65 Jahren oder darüber. Die Durchschnittshaushaltsgröße betrug 2,51 und die durchschnittliche Familiengröße lag bei 2,97 Personen.
Auf das gesamte County bezogen setzte sich die Bevölkerung zusammen aus 24,9 Prozent Einwohnern unter 18 Jahren, 8,2 Prozent zwischen 18 und 24 Jahren, 26,7 Prozent zwischen 25 und 44 Jahren, 26,0 Prozent zwischen 45 und 64 Jahren und 14,2 Prozent waren 65 Jahre alt oder darüber. Das Durchschnittsalter betrug 38 Jahre. Auf 100 weibliche Personen kamen 98,6 männliche Personen. Auf 100 Frauen im Alter von 18 Jahren alt oder darüber kamen statistisch 96,3 Männer.
Das jährliche Durchschnittseinkommen eines Haushalts betrug 30.554 USD, das Durchschnittseinkommen der Familien betrug 36.575 USD. Männer hatten ein Durchschnittseinkommen von 31.004 USD, Frauen 19.371 USD. Das Prokopfeinkommen betrug 15.402 USD. 11,8 Prozent der Familien und 15,8 Prozent der Bevölkerung lebten unterhalb der Armutsgrenze. Davon waren 16,6 Prozent Kinder oder Jugendliche unter 18 Jahre und 19,0 Prozent waren Menschen über 65 Jahre.

## Orte im County
- Addison
- Ammons
- Askin
- Axtel
- Basin Spring
- Bewleyville
- Big Spring
- Buras
- Cannons Point
- Cave Spring
- Centerview
- Chenaultt
- Clifton Mills
- Cloverport
- Cobblers Knob
- Codyville
- Constantine
- Corners
- Custer
- Dempster
- Dyer
- Fairfield
- Falls of Rough
- Fisher
- Frymire
- Garfield
- Glen Dean
- Graysville
- Hardinsburg
- Harned
- Hensley
- High Plains
- Hinton Hills
- Holt
- Horn Back Mill
- Hudson
- Irvington
- Kingswood
- Kirk
- Locust Hill
- Lodiburg
- Madrid
- Mattingly
- McCoy
- McDaniels
- McQuady
- Mook
- Mooleyville
- Mystic
- Raymond
- Rockvale
- Roff
- Rosetta
- Sample
- Se Ree
- Stephensport
- Stinnettsville
- Tar Fork
- Union Star
- Vanzant
- Webster
- Westview
- Woodrow